# UCAM 무르시아 CF
UCAM 무르시아 CF(스페인어: UCAM Murcia CF)는 스페인 무르시아를 연고로 하는 축구단이다. 1999년에 창단되었으며, 세군다 페데라시온에 참가하고 있다.

## 선수 명단

### 현역
참고: FIFA 자격 규정에 따라 소속된 국가대표팀 국기를 표시합니다. 선수는 복수의 FIFA 비회원국 국적을 가지고 있을 수 있습니다.
| 번호 | 포지션 | 국적 | 이름 |
| ---- | ------ | ---- | ---- |

| 번호 | 포지션 | 국적     | 이름               |
| ---- | ------ | -------- | ------------------ |
| 21   | DF     | 잉글랜드 | 루이스 다니엘 부커 |

## 역대 감독
| 감독        | 임기 |
| ----------- | ---- |
| 후안 메리노 | 2019 |